# (7556) Perinaldo
(7556) Perinaldo es un asteroide que forma parte del cinturón de asteroides y fue descubierto por Henri Debehogne desde el Observatorio de La Silla, Chile, el 18 de marzo de 1982.

## Designación y nombre
Perinaldo fue designado inicialmente como 1982 FX2. Fue nombrado por Perinaldo, un pueblo de Liguria, Italia, donde nació el astrónomo Giovanni Domenico Cassini (1625-1712). Un grupo bien organizado de astrónomos aficionados de Perinaldo es hoy muy activo en la divulgación de la astronomía.

## Características orbitales
Perinaldo orbita a una distancia media del Sol de 2,907 ua, pudiendo acercarse hasta 2,559 ua y alejarse hasta 3,255 ua. Tiene una inclinación orbital de 2,633 grados y una excentricidad de 0,120. Emplea en completar una órbita alrededor del Sol 1810,65 días.

## Características físicas
La magnitud absoluta de Perinaldo es 12,91. Tiene 9,604 km de diámetro y su albedo se estima en 0,159.